# Año Internacional del Microcrédito
2005 fue proclamado Año Internacional del Microcrédito por la Asamblea General de las Naciones Unidas mediante la resolución 53/197, aprobada el 15 de diciembre de 1998. La iniciativa surgió como un reconocimiento al impacto positivo de los programas de microcrédito en la erradicación de la pobreza y en la promoción del desarrollo económico y social. Se destacó especialmente su papel en la inclusión financiera de sectores vulnerables, en particular las mujeres, y su contribución a la autosuficiencia de millones de personas en todo el mundo.
El microcrédito se había consolidado como una herramienta clave para proporcionar acceso a capital a poblaciones en situación de pobreza, facilitando el emprendimiento y el acceso a servicios financieros básicos como el ahorro y otros instrumentos de microfinanciación. La proclamación de este año conmemorativo estuvo alineada con la campaña mundial de la Cumbre sobre el Microcrédito de 1997, que buscaba garantizar que 100 millones de las familias más pobres del mundo tuvieran acceso a crédito y servicios financieros para el año 2005.

## Actividades y alcance
Durante este año, se promovió una mayor visibilidad del papel del microcrédito en la erradicación de la pobreza. La Asamblea General instó a los gobiernos, organismos del sistema de las Naciones Unidas, organizaciones no gubernamentales y actores del sector privado a fortalecer y expandir las instituciones de microcrédito para facilitar el acceso al financiamiento a un número creciente de personas en situación de pobreza.
Se incentivó la creación y fortalecimiento de programas que ofrecieran crédito y servicios conexos para fomentar el trabajo por cuenta propia y generar ingresos. Además, se buscó desarrollar otros instrumentos de microfinanciación para complementar los programas existentes.
En línea con la proclamación del Primer Decenio de las Naciones Unidas para la Erradicación de la Pobreza (1997-2006), el Secretario General de la ONU fue solicitado a presentar un informe con un programa de acción para conmemorar eficazmente el Año Internacional del Microcrédito, asegurando la participación de todas las instancias pertinentes de la comunidad internacional.